# Tagangser Daja
Tagangser Daja is een bestuurslaag in het regentschap Pamekasan van de provincie Oost-Java, Indonesië. Tagangser Daja telt 2864 inwoners (volkstelling 2010).